# Kvinesdali Rock Fesztivál
A Kvinesdali Rock Fesztivál 2006-ban indult éves könnyűzenei esemény a Norvégia déli részében található Kvinesdal községben.
2007-ben július 12. és július 15. között tartották, 2008-ban július 10. és július 13. között.

## Résztvevők

### 2007
- Sebastian Bach
- D-A-D
- TNT
- Kamelot
- Jorn
- Sabaton
- Freak Kitchen
- Skambankt
- The Cumshots
- Carburetors
- Paperback Freud
- Lowdown
- Circus Maximus
- Crucified Barbara
- Communic

## Külső hivatkozás
- A fesztivál honlapja